# Ciudad Universitaria (universitet i Argentina)
Ciudad Universitaria är ett universitetscampus i Argentina. Det ligger i provinsen Santa Fe, i den centrala delen av landet, 400 km nordväst om huvudstaden Buenos Aires. Ciudad Universitaria ligger 26 meter över havet.